# Voitko kuulla äänen sen
Voitko kuulla äänen sen (Fins voor Kan je Zijn stem horen) is een compositie van Fridrich Bruk. Het werk bestaat uit een vijftal liederen op tekst van de Finse pastor/dichter Pirkko Arola (geboren 1946).
De vijftal religieuze liederen zijn:
1. Isän syli (In de armen van de Heer) (voor zangstem, orgel)
2. Tahdon olla (Ik wil zo graag)
3. Voitko kuulla äänen sen (Kan je Zijn stem horen)
4. Oi, Jeesus, rakkautesi (Oh Jezus, je liefde)
5. Nousee ruohoon kukkanen (Een bloem groeit)

Of het totale werk ooit is uitgevoerd is niet bekend.